# Rádio Portugal
A Rádio Portugal foi uma estação de rádio do grupo Média Capital que emitiu na Onda Média, transmitindo até dia 10 de Julho de 2006 conteúdos desportivos, nomeadamente notícias e relatos de jogos do Campeonato Mundial de Futebol da Alemanha 2006 e do Campeonato Europeu de sub 20, assim como a selecção da melhor Música Portuguesa.
Foi a principal responsável pela cobertura total radiofónica do "Euro 2004", em Portugal, ao lado da Antena 1 da RDP
Antes denominou-se como "Rádio Nacional", trabalhava no Norte de Portugal em 783 kHz, e trabalhava no Sul e Centro de Portugal, na frequência de Onda Média da Rádio Comercial, em 1035 kHz.
A primeira vez que esta frequência foi utilizada em Portugal foi em 1931, como a frequência de Onda Média do Rádio Clube Português. Esta frequência manteve-se durante toda a vida do Rádio Clube Português, e depois, passou a ser a frequência de Onda Média da Rádio Comercial.
A Rádio Portugal era também conhecida por, nos seus momentos musicais, transmitir a mais apurada e mais consistente selecção da melhor Música Portuguesa, tendo ganho popularidade nesta rádio êxitos como "Coração Sem Dono" de Ruth Marlene, "Amizade" de Kussondulola, "Volta as Vezes que Quiseres" de Patrícia Candoso, ou "Diz Mal de Mim" de Tony Carreira, ouvindo-se também outros clássicos importantes da Música Portuguesa, entre eles "Cantiga da Rua" de Milú, "Coimbra" de Alberto Ribeiro, "Fado Mal Falado" de Hermínia Silva, ou a "Oração" de António Calvário.
A última emissão da Rádio Portugal efectuou-se no dia 10 de Julho de 2006.

## Frequências da Rádio Portugal
- 1035 kHz - Sul e Centro de Portugal, e grande parte da Península Ibérica durante a noite.
- 783 kHz - Norte de Portugal.